# D'yer Mak'er
D'yer Mak'er (Did you make her), är en låt skriven av Jimmy Page, John Paul Jones, John Bonham och Robert Plant, framförd av Led Zeppelin på albumet Houses of the Holy släppt 1973. Låten föddes 1972 under repetitionerna till skivan Houses of the Holy.
Den spelades aldrig i sin helhet under något liveframträdande av Led Zeppelin.
Den uttalshärmande skrivningen "d'yer mak'er" är en del av en ordvits, som främst förstås om den sägs med jamaicansk brytning eller vissa brittiska dialekter. "Jamaica" låter då som "...did you make her?". Ordvitsen fungerar inte alls på exempelvis amerikansk engelska. På grund av detta är det många som inte har en aning om vad D'yer Mak'er egentligen syftar på. "My wife's on vacation in the West Indies." "Jamaica?" "No, it was her idea."